# Charles Louis Fleischmann
Charles Louis Fleischmann (Jägerndorf, Alta Silésia, atual Krnov, 3 de novembro de 1835 - Cincinnati, 10 de dezembro de 1897) foi um pesquisador e empresário checo/austríaco, radicado americano.
Junto com o seu irmão, fundou em 1868 a empresa Fleischmann, uma das líderes mundiais em produtos alimentícios.

## Biografia
Depois de estudar em Budapeste, Viena e em Praga, começou uma pequena produção de leveduras, na cidade de Viena. Em 1865 viajou para os Estados Unidos, para o casamento da irmã e constatou a baixa qualidade do pão produzido pelos americanos e em parceria com o irmão Maximiliano e um sócio capital, James Gaff, fundou a Fermento Fleischmann, em Riverside, a primeira empresa produtora de leveduras químicas manufaturadas. Charles também desenvolveu e patenteou várias máquinas para dinamizar a produção de sua empresa.
Desde 2008, faz parte da American Society of Baking’s Baking Hall of Fame.